# Hobit: Neočekávaná cesta
Hobit: Neočekávaná cesta (anglicky The Hobbit: An Unexpected Journey) je první část amerického trojdílného filmu Hobit, který natočil režisér a producent Peter Jackson na různých lokalitách Nového Zélandu a ve wellingtonských Stone Street Studios podle románu Hobit aneb Cesta tam a zase zpátky britského spisovatele J. R. R. Tolkiena.

## Natáčení

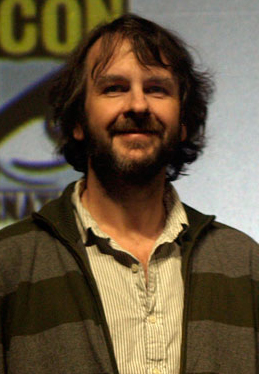
Režisér Peter Jackson

Samotné natáčení začalo 21. března 2011 Točilo se 266 dní v průměru 12 hodin denně. Z natočeného materiálu byly sestříhány tří díly o Bilbu Pytlíkovi, první nazvaný Neočekávaná cesta, druhý s názvem Šmakova dračí poušť a třetí Bitva pěti armád. Původně bylo oznámeno, že rozpočet celého projektu bude půl miliardy dolarů (což by z něj dělalo nejštědřeji financovaný filmový projekt v historii); tato informace byla později dementována a suma opravena na 300 milionů. Natáčení bylo zorganizováno do dvou jednotek (většinou jedno ve studiu, druhé v exteriérech po Novém Zélandu). O přípravách a točení filmu vznikal produkční vlog, který ukazoval zákulisí natáčení a měl nalákat fanoušky série, aby si na film zašli do kina.
Světová premiéra se odehrála 14. prosince 2012, v Česku pak již o den dříve, čili 13. prosince 2012.
Kameramani používali digitální kamery Red Epic od Red Digital Cinema Camera Company (jedna za 58 000 US$), kterých měli 48 kusů v různých konstrukcích (do jeřábu, na vozík, na rameno, ve vodotěsné úpravě, atp.). Film je natáčen stereoskopicky (3D) v rozlišení 5K (5120 × 2700 pixelů) při snímkové frekvenci 48 snímků za vteřinu. Hovoří se i o tom, že natáčení při 48 fps by se díky povědomí a předpokládanému úspěchu filmu mohlo stát budoucím standardem.
Mezi inovativní prvky přípravných prací patřilo velké množství skic (údajně přes 2500), ad hoc ručně kreslených pro 3D vidění a to, že Hobit byl od začátku vymýšlen s vědomím toho, že bude 3D a vjem třetího rozměru by měl být vhodně využit. Pokud by se točilo na 35mm film, měl by střihač 6 954,78 km materiálu (jinými slovy: pomyslný kotouč se všemi záběry by byl schopen odmotat se z centra Země 576,78 km nad její povrch).
Na filmu v natáčecí fázi spolupracuje kolem 500 lidí, takže přesuny štábu a techniky byly logisticky dosti náročné. Produkce pro tento film znovu postavila 360° Hobitín (oproti předchozí sérii včetně interiéru uvnitř jednotlivých domečků), ze kterého se má po dotočení stát jedna z turistických atrakcí Nového Zélandu; postavena byla též i natáčecí studia.
Po rozhodnutí studia MGM udělat z původní dvoudílné série trilogii bylo třeba k projektu ještě natočit dodatečné záběry.

## Děj
Příběh začíná ve stejný den jako film Pán prstenů: Společenstvo Prstenu. Hobit Bilbo Pytlík začíná psát knihu o výpravě za znovunárokováním trpasličího království Erebor, kterého se před 60 lety zúčastnil.
V Ereboru vládl král Thrór a ekonomika zde velice prosperovala, ale do království vtrhl drak Šmak a vyhnal odtamtud trpaslíky. Teprve po mnoha letech se Thrórův vnuk Thorin Pavéza rozhodl Erebor získat zpět.
Čaroděj Gandalf Šedý nabídne Bilbovi účast v Thorinově výpravě k Ereboru. Bilbo se nakonec po dlouhém přemlouvání rozhodne připojit. Stane se tedy součástí skupiny 13 trpaslíků a jednoho čaroděje. Výprava se vydává z Hobitína směrem na východ. Brzy se ukáže, že trpaslíky sleduje skupina proradného bledého skřeta Azoga, který se chce Thorinovi pomstít za useknutou ruku v bitvě v Morijských dolech.
Jednou v noci jsou trpaslíci i Bilbo zajati zlobry, kteří je chtějí sníst, ale díky Bilbově lstivosti se podaří zlobry zdržovat až do ranního světla, jehož působením zlobři zkamení a trpaslíci jsou zachráněni. Výprava najde ve zlobří jeskyni vzácné meče Glamdring a Orkrist, které byly v 1. věku vykovány elfy z Gondolinu.
Náhle se z lesa na svých sáňkách taženými králíky přižene čaroděj Radagast Hnědý, neboť si potřebuje promluvit s Gandalfem o nebezpečí v podobě pevnosti Dol Guldur na jihu lesa Temný hvozd. Radagast do Dol Gulduru vstoupil a nejen že tam spatřil jeden Prstenový přízrak a získal jeho meč, ale také se tam setkal se samotným obávaným Nekromantem, o němž se mnoho moudrých domnívá, že by mohl být samotným temným pánem Sauronem.
Trpaslíky začali pronásledovat skřeti na vrrcích, ale s pomocí elfů a Radagasta se jim podaří uniknout do pevnosti Roklinka.
V Roklince se také setká Bílá rada, jejímiž členy jsou čaroděj Gandalf Šedý, elf Elrond, elfka Galadriel a čaroděj Saruman Bílý. Rada hovoří o nebezpečí v podobě Dol Gulduru, ale Saruman jej popírá. Návrat Saurona a objevení jeho Prstenu moci není podle něj možné.
Výprava pokračuje dále na východ do Mlžných hor. Zde trpaslíci padnou do zajetí skřetů a ti je odvedou ke svému králi, Velkému skřetovi, ale Bilbo zůstane na svobodě, protože se od nich na čas vzdálil. Bilbo spadl dolů a zde se setkal s tvorem Glumem. Dali si navzájem hádanky a pokud Glum neuhádne jeho hádanku, vyvede ho pryč a pokud ji neuhádne Bilbo, slupne ho Glum jako malinu. Bilbo vyhrál pomoci lsti a sebral mu kouzelný prsten, který změnil život nejen jemu, ale i celé jeho rodině. Trpaslíkům se mezitím podaří za pomocí Gandalfa uniknout ze spárů skřetů a nakonec se společně s Bilbem setkají na východní straně Mlžných hor.
Výpravu však pronásleduje skupina Azogových skřetů, a tak trpaslíkům nezbude nic jiného, než se schovat na stromy. Nakonec jsou za velmi dramatických okolností zachráněni Gandalfem přivolanými orly. Ti je odnesou do bezpečí na Skalbal, který vytvořil Medděd.

## Obsazení
| Martin Freeman (Jan Dolanský)  | Bilbo Pytlík  |
| Richard Armitage               | Thorin Pavéza |
| Ken Stott                      | Balin         |
| Graham McTavish                | Dvalin        |
| Aidan Turner                   | Kíli          |
| Dean O'Gorman                  | Fíli          |
| Mark Hadlow                    | Dori          |
| Jed Brophy                     | Nori          |
| Adam Brown                     | Ori           |
| John Callen                    | Óin           |
| Peter Hambleton                | Glóin         |
| William Kircher                | Bifur         |
| James Nesbitt                  | Bofur         |
| Stephen Hunter                 | Bombur        |
| Ian McKellen (Petr Pelzer)     | Gandalf       |
| Sylvester McCoy                | Radagast      |
| Christopher Lee (Pavel Rímský) | Saruman       |
| Cate Blanchettová              | Galadriel     |
| Hugo Weaving                   | Elrond        |
| Elijah Wood                    | Frodo Pytlík  |
| Andy Serkis                    | Glum          |
| Manu Bennett                   | Azog          |

## Ohlasy a tržby

### Recenze
- Hobit: Neočekávaná cesta – 60 % na filmcz.info -
- Hobit: Neočekávaná cesta v Česko-Slovenské filmové databázi
- (anglicky) The Hobbit: An Unexpected Journey - 65 % na rottentomatoes.com -
- (anglicky) The Hobbit: An Unexpected Journey - 58 % na metacritic.com -

### Tržby
Film byl v USA uveden distribuční společností Warner Bros. do 4 045 kin. Za první promítací víkend film v USA vydělal 84 milionů dolarů. Celkem Hobit vydělal 303 003 568 dolarů v USA a 714 000 000 v dalších zemích, dohromady tedy 1 017 003 568 dolarů.
V České republice byl film uveden společností Warner Bros. do 135 kin. O první víkend vidělo Hobita 187 256 diváků, a tím film vydělal 28 milionů korun. Film se v žebříčku dvaceti nejvíce navštěvovaných filmů udržel čtrnáct týdnů. Celkem ho v kině zhlédlo 642 669 diváků, a tím vydělal 98,6 milionů korun.